# Invasion de la Nouvelle-Néerlande par les Anglais

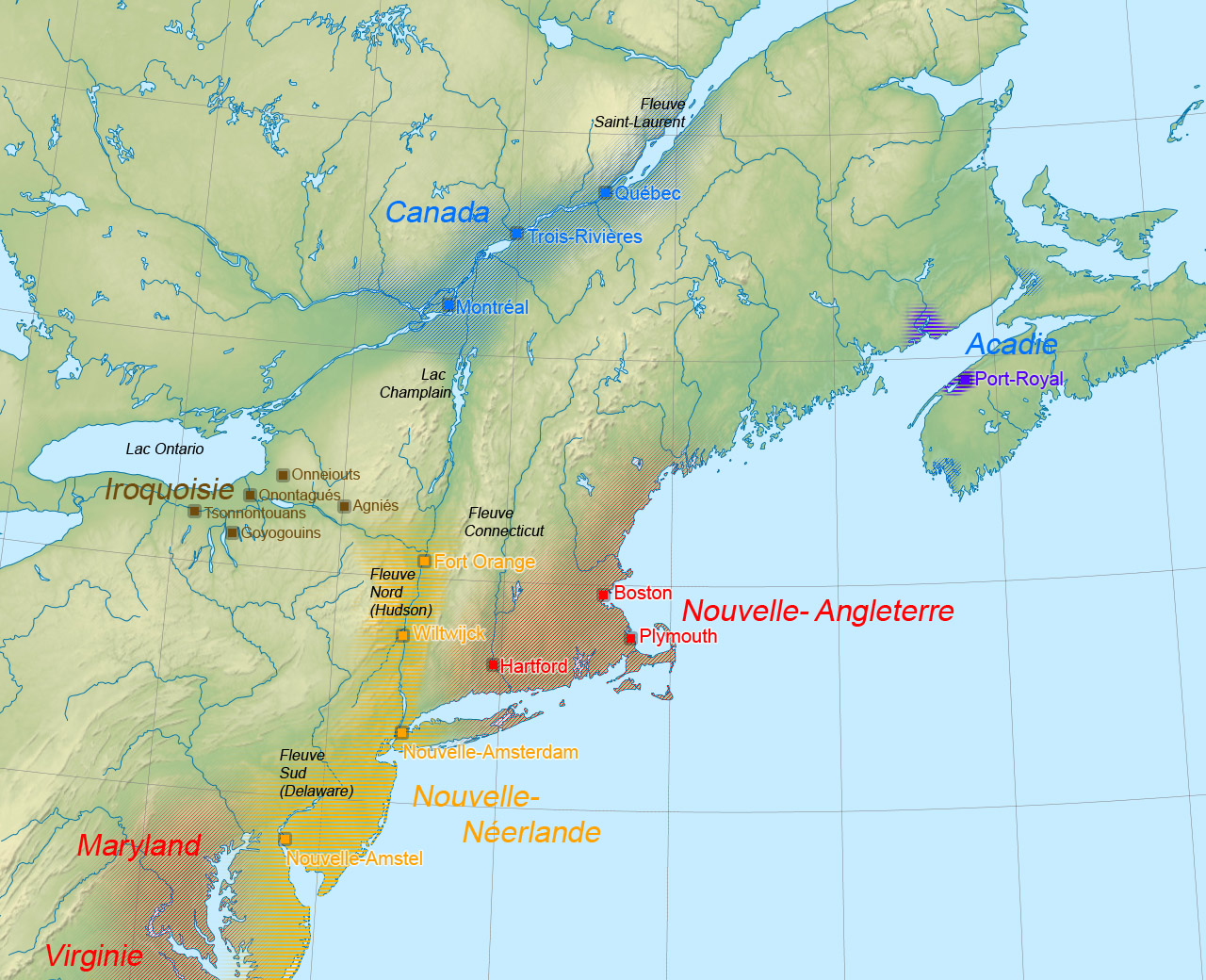
Carte politique du nord-est de l'Amérique du Nord en 1664.

L'invasion de la colonie néerlandaise de la Nouvelle-Néerlande par les troupes anglaises du duc d'York  en 1664, constitue un épisode de la deuxième guerre anglo-néerlandaise, bien qu'il ait eu lieu un peu moins d'un an avant la déclaration de guerre effective et officielle de l'Angleterre aux Provinces-Unies en 1665.
Cette invasion de la Nouvelle-Néerlande pris la forme d'une capitulation du gouverneur hollandais Pieter Stuyvesant le 8 septembre 1664 devant l'importante flotte anglaise commandée par le duc d'York. La Nouvelle-Amsterdam, capitale de la colonie néerlandaise tombée entre ses mains, sera renommée New York en son honneur.

## Contexte
Les Néerlandais, sous l'impulsion de Pierre Minuit, ont implanté et développé une petite colonie recouvrant les territoires actuels situés entre la Nouvelle-Angleterre et la Virginie. En 1626, Pierre Minuit achète l'île de Manhatta des Lenapes qui y vivent pour une valeur de soixante florins de marchandise ;  la capitale de la colonie, La Nouvelle-Amsterdam, y est fondée. De là, les Néerlandais se tournent vers l'ouest, faisant alliance  notamment avec les Iroquois qu'ils fournissent en armes; ils agrandirent progressivement la colonien, en s'étendant par exemple vers le sud aux dépens de la Nouvelle-Suède, qu'ils annexèrent militairement en 1655. Cependant, l'empire colonial que les Hollandais essayent de former en Amérique du Nord reste fragile, timide, et peut donc être une cible de choix facile pour les Anglais expansionnistes, qui voient d'un mauvais œil la marine de guerre néerlandaise prendre de plus en plus d'importance sur les mers.

## La capitulation de La Nouvelle-Amsterdam
En 1664, les Anglais poursuivent un expansionnisme colonial, en s'emparant notamment de plusieurs comptoirs hollandais implantés en Afrique. Alors que la guerre ouverte entre l'Angleterre et la Hollande se profile à l'horizon, il est prévu de prendre la Nouvelle-Néerlande qui commence à occuper trop de place entre la Virginie et les colonies puritaines au nord. Le duc d'York assure le commandement de l'opération anglaise qui se compose d'une flotte de quatre frégates.
Celles-ci sont en vue de La Nouvelle-Amsterdam en août 1664. Les Anglais dressent un ultimatum aux Néerlandais et à leur gouverneur Pieter Stuyvesant. Celui-ci est bien obligé de se rendre à l'évidence : il est en infériorité numérique face aux troupes fraîches du duc d'York, et ses trop peu nombreux soldats sont mal équipés et sont fatigués à cause des récentes échauffourées qui les ont opposés aux Indiens. Les Néerlandais sont incapables de former une active résistance, et Stuyvesant doit négocier avec les Anglais. Les termes de cette négociation stipulent que les colons néerlandais pourront garder leur liberté de conscience et de religion sans être soumis obligatoirement au strict anglicanisme des envahisseurs anglais. Une fois les articles du transfert de la colonie terminés et approuvés par les deux camps, le gouverneur Stuyvesant doit remettre la Nouvelle-Néerlande aux mains des Anglais le 8 septembre 1664, après sa capitulation. La Nouvelle-Amsterdam est renommée New York en l'honneur du duc d'York.